# Liliya Ludan
Liliya Ludan, née le 2 juin 1969 à Kiev, est une  lugeuse ukrainienne. Elle a participé à quatre éditions des Jeux olympiques entre 1998 et 2010, où elle a été porte-drapeau de la délégation ukrainienne.

## Palmarès

### Jeux olympiques
- Nagano 1998 : 16e
- Salt Lake City 2002 : 6e
- Turin 2006 : 6e
- Vancouver 2010 : 19e

### Coupe du monde
- Meilleur classement général : 8e de la saison 2005-2006.
- 1 podium individuel : 1 deuxième place.